# Liste der Geotope im Landkreis Aurich
Die Liste der Geotope im Landkreis Aurich nennt die Geotope im Landkreis Aurich in Niedersachsen. Einige dieser Geotope stehen zugleich als Naturdenkmal (ND), Landschaftsschutzgebiet (LSG), Naturschutzgebiet (NSG) oder Teil von diesen unter Schutz.
| Geotop-Nr. | Bezeichnung           | Ort                                                                                       | Bemerkung | Koordinaten                     | Bild           |
| ---------- | --------------------- | ----------------------------------------------------------------------------------------- | --- | ------------------------------- | -------------- |
| 2307/01    | Nordseeinsel Memmert  | Gemeindefreies Gebiet Nordseeinsel Memmert. Südwestlich von Juist und östlich von Borkum. | Geotoptyp: Strand, Dünen, Salzwiese. Naturschutzgebiet NSG-AU 1. | 53° 37′ 51,6″ N, 6° 52′ 40,8″ O | weitere Bilder |
| 2307/02    | Hammersee             | Westteil Insel Juist.                                                                     | Geotoptyp: Ausgesüßter Flachwassersee. Im Naturschutzgebiet NSG-AU 11. | 53° 40′ 30″ N, 6° 56′ 34,8″ O   | weitere Bilder |
| 2408/02    | alte Deichlinien      | östlich der Leybucht, Stadt Aurich.                                                       | Geotoptyp: alte Deichlinie. Stratigraphie: Quartär-Küstenholozän. Dreiecksform, Länge 6000 m, Breite 5000 m. | 53° 29′ 13,2″ N, 7° 7′ 44,4″ O  |                |
| 2410/01    | Moorsee "Ewiges Meer" | im Grenzbereich der Landkreise Aurich und Aurich bei der Ortschaft Eversmeer.             | Geotoptyp: See, Hochmoor. Form: oval mit Ausbuchtungen. Länge ca. 1650 m, Breite bis 870 m. Mit 91 ha Wasserfläche der größte Hochmoorsee Deutschlands. Etwa auf 8,5 m über NN. Umgrenzt von einem ausgedehnten Komplex ungenutzter Moorflächen, die noch das eigentliche Hochmoorprofil zeigen und zusammen mit dem Gewässer das 1.180 ha umfassende Naturschutzgebietes NSG "Ewiges Meer und Umgebung" bilden. | 53° 32′ 44,2″ N, 7° 25′ 54,1″ O | weitere Bilder |
| 2411/01    | Findling              | im Marinedepot bei Dietrichsfeld, Stadt Aurich.                                           | Geotoptyp: Findling. Länge 4,5 m, Breite 4,5 m, Höhe 2,7 m. Stratigraphie: Quartär-Pleistozän, Saale-Vereisung. Petrographie: Granit grobkörnig mit blassroten Feldspäten von 1 bis 2 cm Durchmesser, viel schwarzer Biotit. | 53° 31′ 33,6″ N, 7° 31′ 4,8″ O  |                |